# پولین مورن
پولین مورَن (انگلیسی: Pauline Moran؛ زادهٔ ۱۹۴۷) بازیگر، مجری و ستاره‌بین اهل بریتانیا است. وی بیشتر به دلیل ایفا نقش شخصیت فلیسیتی لمون در مجموعه تلویزیونی پوآرو شناخته می‌شود.
او در چندین مدرسه و دانشکدهٔ مختلف تحصیل کرده که از آن میان می‌توان به تئاتر ملی جوانان و آکادمی سلطنتی هنرهای دراماتیک اشاره کرد. وی همچنین از سال ۱۹۸۷ میلادی، یک ستاره‌بین حرفه‌ای است. با آنکه او بیشتر یک بازیگر تئاتر و تلویزیون است، اما در فیلم‌هایی چون هرج‌ومرج کوچک نیز هنرنمایی نموده‌است. او همچنین مابین سال‌های ۱۹۶۵ تا ۱۹۷۰، نوازندهٔ گیتار بیس در گروه موسیقی بانوان «شی ترینیتی» بود.

## گزیدهٔ نقش‌آفرینی‌ها

### سینما
| سال  | عنوان        | نقش   | توضیحات                               |
| ---- | ------------ | ----- | ------------------------------------- |
| ۲۰۱۴ | هرج‌ومرج کوچک | آریان | یک درام تاریخی به کارگردانی آلن ریکمن |

### تلویزیون
| سال       | عنوان             | نقش              | توضیحات                   |
| --------- | ----------------- | ---------------- | ------------------------- |
| ۱۹۷۶      | نمایش آی‌تی‌وی      | هلن              |                           |
| ۱۹۷۷      | عشق               | زن کولی          |                           |
| ۱۹۷۷      | نیکلاس نیکلبی     | دوشیزه پیتاکر    | مینی‌سریال                 |
| ۱۹۷۷      | فراطبیعی          | مری لارنس        | مینی‌سریال                 |
| ۱۹۷۹      | دادگاه جزا        | کارول گیبس       |                           |
| ۱۹۸۱      | آی‌تی‌وی پلی‌هاوس    | لسلی هاچیسون     |                           |
| ۱۹۸۱      | سرباز خوب         | مِـیزی مِـیدن      | تله‌فیلم                   |
| ۱۹۸۱      | متجاوز            | هلنا             | تله‌فیلم                   |
| ۱۹۸۲      | فیلم‌های ۵ دقیقه‌ای | معلم             | مجموعه‌های کوتاه تلویزیونی |
| ۱۹۸۳      | کلئوپاتراها       | برنیس سوم        | مینی‌سریال                 |
| ۱۹۸۴      | زندانی زِندا       | آنتوانت دو موبان | مینی‌سریال                 |
| ۱۹۸۸      | قصه‌گو             | ملکه             |                           |
| ۱۹۸۹      | سایهٔ طنابِ دار     | روبی رِی          | مینی‌سریال                 |
| ۱۹۸۹      | زن سیاه‌پوش        | زن سیاه‌پوش       | تله‌فیلم                   |
| ۱۹۹۵      | خطاهای نرم‌افزاری  | جولیت برودی      |                           |
| ۲۰۰۳      | بایرون            | خانم کرتین       | تله‌فیلم                   |
| ۲۰۱۳–۱۹۸۹ | پوآرو             | فلیسیتی لمون     | ۳۲ قسمت                   |